# Mularzów
Mularzów – wieś w Polsce położona w województwie świętokrzyskim, w powiecie koneckim, w gminie Radoszyce.
| SIMC    | Nazwa | Rodzaj    |
| ------- | ----- | --------- |
| 0264868 | Górka | część wsi |

W latach 1975–1998 miejscowość administracyjnie należała do województwa kieleckiego.
W 1784 wieś administracyjnie należąca do powiatu chęcińskiego w województwie sandomierskim była własnością rodu Małachowskich.
Wierni Kościoła rzymskokatolickiego należą do parafii NMP Królowej Świata w Węgrzynie.